# 산미증식계획
산미증식계획(産米增殖計劃)은 일제가 조선을 일본의 식량공급지로 만들기 위해 1920년부터 1934년까지 실시한 계획이다. 1918년 일본은 농민들의 많은 이동으로 극심한 식량난에 시달리자 식량 문제를 해결하기 위해 쌀을 증산하려는 계획을 세웠다. 1차 계획은 1920년부 터 1925년까지, 2차 계획은 1926년부터 1934년까지 실시하였다.
일제는 증산량 목표 미달에도 불구하고 증산량보다도 더 많은 쌀을 일본으로 가져갔다. 그리하여 산미증산계획의 무리한 강행은 조선에서는 화전민이 증가하고 소작인이 몰락하게 하였으며, 일본에서는 쌀 가격 폭락으로 일본 농촌경제가 악화되어 결국 1934년에 중단되었다.